# Gauliga Danzig-Westpreußen 1940/41
De Gauliga Danzig-Westpreußen 1940/41 was het eerste voetbalkampioenschap van de Gauliga Danzig-Westpreußen. De clubs uit Danzig en Marienwerder speelden voorheen in de Gauliga Ostpreußen. Nadat West-Pruisen geannexeerd werd door de NSDAP na de Poolse Veldtocht werd deze Gauliga opgericht en werden de clubs uit Danzig en Marienwerder naar deze competitie overgeheveld. Preußen Danzig werd kampioen, zonder ook maar een punt af te staan, en plaatste zich voor de eindronde om de Duitse landstitel, maar werd daar in de groepsfase uitgeschakeld. 
Er degradeerden geen clubs omdat de competitie werd uitgebreid van zes naar tien clubs.

## Eindstand
| Plaats | Club                    | Wed. | W  | G | V | Saldo | Ptn. |
| ------ | ----------------------- | ---- | -- | - | - | ----- | ---- |
| 1.     | SC Preußen 1909 Danzig  | 10   | 10 | 0 | 0 | 54:9  | 20   |
| 2.     | VfR Hansa Elbing        | 10   | 4  | 2 | 4 | 22:26 | 10   |
| 3.     | SV Neufahrwasser 1919   | 10   | 4  | 2 | 4 | 19:25 | 10   |
| 4.     | SV Viktoria Elbing      | 10   | 4  | 1 | 5 | 23:26 | 9    |
| 5.     | BuEV Danzig             | 10   | 2  | 2 | 6 | 19:29 | 6    |
| 6.     | SV Schutzpolizei Danzig | 10   | 2  | 1 | 7 | 16:38 | 5    |

|  | Kampioen, geplaatst voor nationale eindronde |